# Furongien
| Systeem                                                                                 | Serie        | etage        | Ouderdom (Ma) |
| --------------------------------------------------------------------------------------- | ------------ | ------------ | ------------- |
| Ordovicium                                                                              | Onder        | Tremadocien  | jonger        |
| Cambrium                                                                                | Furongien    | 10e etage    | 485,4–489,5   |
| Cambrium                                                                                | Furongien    | Jiangshanien | 489,5-494     |
| Cambrium                                                                                | Furongien    | Paibien      | 494–497       |
| Cambrium                                                                                | Miaolingien  | Guzhangien   | 497–500,5     |
| Cambrium                                                                                | Miaolingien  | Drumien      | 500,5-504,5   |
| Cambrium                                                                                | Miaolingien  | Wuliuen      | 504,5–509     |
| Cambrium                                                                                | 2e serie     | 4e etage     | 509–514       |
| Cambrium                                                                                | 2e serie     | 3e etage     | 514-521       |
| Cambrium                                                                                | Terreneuvien | 2e etage     | 521-529       |
| Cambrium                                                                                | Terreneuvien | Fortunien    | 529–541,0     |
| Ediacarium                                                                              | Ediacarium   | Ediacarium   | ouder         |
| Indeling van het Cambrium volgens de ICS. Cursieve ouderdommen zijn slechts indicaties. |              |              |               |

Het geologisch tijdperk Furongien (Vlaanderen: Furongiaan) is in de geologische tijdschaal het laatste van vier tijdvakken waarin het Cambrium verdeeld is. Het Furongien duurde van ongeveer 497 tot 485,4 ± 1,9 Ma. Het werd voorafgegaan door het Miaolingien en na (op) het Furongien komt het Vroeg-Ordovicium. Het Furongien is onderverdeeld in drie tijdsnedes of etages: Paibien, Jiangshanien en een nog niet benoemde bovenste etage.

## Naamgeving en definitie
Het Furongien is genoemd naar de plaats Furong in in de Chinese provincie Húnán.
De basis van het Furongien wordt gedefinieerd door het eerste voorkomen van de trilobiet Glyptagnostus reticulatus. De top wordt gedefinieerd door het eerste voorkomen van de conodont Iapetognathus fluctivagus. Verouderde indelingen van het Cambrium bevatten vaak een tijdvak "Laat-Cambrium", dit komt ongeveer overeen met het Furongien.